# Pornoverslaving
Pornoverslaving is het herhaaldelijk, overmatig, ongecontroleerd en dwangmatig bekijken van pornografie. Dit kan leiden tot aanzienlijke beperkingen in het sociale en beroepsmatige functioneren. Net als bij andere verslavingen kunnen mensen met een pornoverslaving problemen in persoonlijke relaties krijgen wanneer zij zich afzonderen om het gedrag dat de verslaving voedt voort te zetten.
Vroeger bestond porno voornamelijk uit dvd's en tijdschriften, maar met de enorme groei van online-porno loopt dit terug. Het is aannemelijk dat de opkomst van het internet het problematische gebruik van pornografie aanzienlijk heeft vergroot, omdat het internet porno heel toegankelijk heeft gemaakt. Het lijkt daarmee een zogenaamde ‘Triple A machine’ die we uit andere verslavingen kennen: het is affordable (betaalbaar), accessible (toegankelijk) en anonimous (anoniem). Er wordt geschat dat circa 98% van de mannen en 74% van de vrouwen ten minste eenmaal pornografisch materiaal heeft bekeken. In grote online-enquêtes bleek het gebruik van pornografie bij 5 à 9% problematische vormen aan te nemen. Dit komt grotendeels bij mannen voor en kan leiden tot problemen in het functioneren in verschillende sociale, psychologische en professionele domeinen.
De website en community met de naam NoFap dient als een ondersteuningsgroep voor degenen die pornografie en masturbatie willen vermijden (in verband met een mogelijke verslaving). Het woord 'Fap' verwijst naar mannelijke masturbatie.

## Reële verslaving?
Ondanks de toenemende aandacht in de media voor het fenomeen pornoverslaving, is momenteel nog niet duidelijk of het een echte verslaving is. Of dat bijvoorbeeld sprake is van een obsessieve-compulsieve stoornis of overmatig seksueel gedrag (hyperseksualiteit). Op dit moment wordt de diagnose nog niet beschreven in de Diagnostic and Statistical Manual of Mental Disorders (DSM-5), het belangrijkste naslagwerk voor psychiaters. Nu wordt pathologisch gokken nog als enige gedragsverslaving erkend, hoewel ook gameverslaving als mogelijke verslaving wordt genoemd.
Uit de DSM 5 is de term verslaving, ook dus seksverslaving, verdwenen. De toepasselijke wetenschapsdisciplines – geneeskunde, psychologie en seksuologie – spreken van een obsessieve-compulsieve stoornis met een sterk seksueel aspect. Als mogelijk tweede typering vindt men in de DSM "een gebrekkige impulsbeheersing".
ICD-11 bevat alleen "dwangmatig-seksueel-gedrag-stoornis" (code 6C72)—de diagnose maakt geen gebruik van het begrip verslaving.
Volgens hoogleraar Ellen Laan, een seksuologe werkzaam voor het Academisch Medisch Centrum, "Berichten over pornoverslaving en gezondheidsproblemen die door het kijken naar porno veroorzaakt zouden worden, komen vooral uit rechts-religieuze Amerikaanse kringen. Seksuologen houden dit soort theorieën er doorgaans niet op na."
Volgens Gunter de Win, een Belgisch hoogleraar, de tijd wekelijks besteedt aan porno kijken heeft geen correlatie met erectiestoornis. Het idee dat men zelf is porno verslaafd is wel daarmee gecorreleerd.
Noch DSM-5, noch DSM-5-TR, noch ICD-10, noch ICD-11 erkennen dat het is een verslaving.

## Vergelijkbaar mechanisme  met andere verslavingen?
Eén van de veronderstelde mechanismen die ten grondslag kan liggen aan het ontwikkelen, dan wel in stand houden van het verslavende gedrag, is een verstoorde verwerking van dopaminerge signalen. Dopamine is een stof waarmee in de hersenen signalen worden afgegeven. Bij verslaafden gaat het ontvangen van dopamine niet goed. Deze zogenaamde verminderde dopamine 2 (D2) receptorbeschikbaarheid is vaak aangetoond bij verschillende verslavingen, waaronder middelenmisbruik (cocaïne), gokverslaving en obesitas. In 2017 werd er in het Universitair Medisch Centrum Groningen (UMCG) met behulp van beeldvorming onderzoek gedaan of dit mechanisme ook bij pornoverslaving bestaat. Begin 2017 had men voldoende kandidaten voor het onderzoek.